# 山崎哲夫
山崎 哲夫（やまざき てつお、1938年（昭和13年） - ）は、日本の官僚。法務省入管法改正担当参事官、東京入国管理局長などを歴任した。

## 略歴・人物
長野県東筑摩郡上川手村（現安曇野市）生まれ。1956年（昭和31年）長野県松本県ヶ丘高等学校を卒業。1961年（昭和36年）早稲田大学政治経済学部を卒業。同年、法務省入省。
以降、法務省入管法改正担当参事官（現行改正入管法立法担当）、登録課長、入国在留課長、福岡入国管理局長、東京入国管理局長を歴任。この間、外務省にも出向し、在ニューヨーク日本国総領事館領事査証部長を務めている。1990年（平成2年）、出入国管理法の在留資格などの改正再編を担当した。
2002年（平成14年）10月、WEDOFY（国際企業人事サービス株式会社・新橋国際法務合同事務所）を創立した。
その創立理念は、複雑な入管手続に苦労されている企業人事担当者などに迅速・的確なビザサポートの提供を行うというものである。
ニューヨーク日本人村村長奮戦す
山崎は早稲田大学卒業と同時に法務省に入省するが、1977年から1979年までの3年間外務省に出向し、ニューヨークの総領事館の領事（領事査証部長）を務めている。
彼の著作「ニューヨーク日本人村村長奮戦す」（新潮社）は、その領事としての貴重な体験を綴ったものである。
彼は早稲田大学東久留米稲門会の講演会の中でこう語っている。
「私の担当の仕事も、日本人に対する旅券の発給事務から、出生、結婚、死亡等の戸籍事務、職業証明とか在留証明とか、中には公証人の役までありました。
自分の仕事に関連ありそうなものは全部やれと言うことになっていましたから。
在留邦人・日系人の保護が仕事でしたから、通称、「ニューヨーク日本人村村長」と言われていて仕事をしていました。非常に忙しいポストでした。
本にも書きましたが、東に葬式があれば、行って弔辞を奉じ、西に（日系人の）金婚式があれば、行って祝辞を奏し、
南のブルックリン区にアメリカ人と離婚して生活に困り床に伏している元日本人がいると聞けば、調査に出向き何か援助の方法がないものかと思案し、
北のウェストチェスター地域のアメリカ人PTAが日本人児童の増加に苦情を言いトラブルがあると聞けば、調停に乗り出し、雨にも負けず風にも負けず、
ニューヨークの街をアチコチと走り回ることになる。東奔西走ならぬ南奔北走という状況で、本の表紙にも走り回っている図があるわけです。」
タイトルの一部にもなっている彼のニックネームは早稲田大学在学中から「村長」と呼ばれていたためだが、
彼の出身が「上川手村（カミカワテムラ）」（現長野県安曇野市）で、当時父親が村会議長をやっていた関係もあり、
入学式後のコンパで、「将来は村長になる」と言ったことから始まったという。
彼は最後にこう結んでいる。
「ところで、私から何代も後に法務省から領事になった人が帰国したときの報告で、「本を書いた町長さんは元気ですか」と言われたそうです。
ニューヨークも人口が増えて、村長が町長に格上げされたようです。」